# Jewgienij Kożewnikow
Jewgienij Fiodorowicz Kożewnikow (ros. Евгений Фёдорович Кожевников, ur. 25 grudnia 1905?/7 stycznia 1906 w Carycynie (obecnie Wołgograd), zm. 29 kwietnia 1979 w Moskwie) – radziecki działacz państwowy i partyjny, Bohater Pracy Socjalistycznej (1975).

## Życiorys
Po ukończeniu 1921 szkoły w Astrachaniu studiował w Leningradzkim Instytucie Inżynierów Komunikacji Drogowej, w czerwcu 1927 został inżynierem komunikacji drogowej, później odbył służbę wojskową. Od 1930 pracował przy budowie Kuźnieckiego Kombinatu Metalurgicznego, później kierował różnymi budowami, od jesieni 1940 był głównym inżynierem Zarządu Budowlano-Montażowego "Orskmietałłurgstroja" Ludowego Komisariatu Budowy ZSRR, w latach 1941–1942 głównym inżynierem, a 19421944 zarządcą trustu "Jużurałtiażstroj". Od 1942 należał do WKP(b), od czerwca 1943 był ekspertem radzieckiej rządowej komisji zakupowej w USA, od 1944 szef Głównego Zarządu Trustów Specjalizacyjnych Ludowego Komisariatu ds. Budownictwa ZSRR, od 1945 pracownik Gospłanu ZSRR, od grudnia 1947 do listopada 1949 zastępca przewodniczącego Gospłanu ZSRR ds. budownictwa. Od listopada 1949 w aparacie Rady Ministrów ZSRR, w latach 1949–1951 zastępca przewodniczącego Biura ds. Paliwa i Transportu Rady Ministrów ZSRR, 1951–1953 pomocnik wicepremiera ZSRR, od kwietnia do sierpnia 1953 szef wydziału budownictwa wysokich domów Zarządu Spraw Rady Ministrów ZSRR, 1953–1954 szef Wydziału Budownictwa Rady Ministrów ZSRR. Od sierpnia 1954 do marca 1975 minister budownictwa transportowego ZSRR, od marca 1963 do października 1965 przewodniczący Państwowego Komitetu Produkcyjnego ds. Budownictwa Transportowego ZSRR, od marca 1975 na emeryturze. W latach 1961–1976 członek KC KPZR, 1962–1979 deputowany do Rady Najwyższej ZSRR od 6 do 9 kadencji. Pochowany na Cmentarzu Nowodziewiczym.

## Odznaczenia
- Medal Sierp i Młot Bohatera Pracy Socjalistycznej (4 lutego 1975)
- Order Lenina (pięciokrotnie – 1 października 1945, 16 stycznia 1956, 6 stycznia 1966, 25 sierpnia 1971 i 4 lutego 1975)
- Order Czerwonego Sztandaru Pracy (dwukrotnie – 24 listopada 1942 i 2 czerwca 1962)
- Order Czerwonej Gwiazdy (9 stycznia 1943)
- Medal „Za pracowniczą dzielność” (26 kwietnia 1939)

I medale.